# Vernonia gigantea
Vernonia gigantea là một loài thực vật có hoa trong họ Cúc. Loài này được (Walter) Trel. ex Trel. miêu tả khoa học đầu tiên.